# Руа, Рене
Рене Руа (Рой) (фр. René François Joseph Roy; 21 мая 1894 год, Париж, Франция — 27 января 1977 год, Париж, Франция) — французский экономист, профессор экономики, президент Эконометрического общества в 1953 году, автор тождества Роя.

## Биография
Рене родился 21 мая 1894 года в городе Париж, Франция.
В 1914 году он успешно сдал экзамены в Политехническую школу в Париже, но ему пришлось в связи с Первой мировой войной пойти во французскую армию. Рене служил в 13-м полку полевой артиллерии. В 1917 году он уже был подпоручиком. 16 апреля 1917 года был ранен в битве Шмен-де-Дам шрапнелью, потеряв зрение на оба глаза.
После реабилитации в доме инвалидов под руководством Эжен Бриё, где изучил шрифт Брайля, машинопись, устный счёт, вернулся в Политехническую школу в Париже, где обучался в 1918—1920 годах, став лучшим выпускником 1920 года. Затем продолжил обучение в Национальной школе мостов и дорог в 1920—1922 годах. В 1922 году устроился на службу Управления железных дорог Министерства общественных работ и транспорта. В 1925 году он был удостоен докторской степени (Ph.D.) по экономике, защитив диссертацию на тему «Низкие тарифы на железнодорожных дорогах».
Свою преподавательскую деятельность начал в Национальной школе мостов и дорог, где в 1929 году занял должность профессора политэкономии и социологии и держит данный пост до 1964 года. В 1931 году стал профессором математической экономики и заведующим кафедры в Институте статистики Парижского университета. В 1933 году стал главным инженером мостов и дорог. В 1944 году стал главным инспектором транспорта. В 1947—1964 годах был директором семинарии по эконометрике Национального центра научных исследований. Кроме этого в 1949 году ведёт курсы по эконометрике в Национальном институте статистики и экономических исследований Франции. В 1949 году стал генеральным инспектором мостов и дорог при Министерстве общественных работ и транспорта.
Был членом Академии моральных и политических наук с 1951 года, а также членом Международного статистического института, членом и президентом Общества эконометрики Йельского университета, членом Королевского статистического общества, членом Комитета общего национального дохода Высшего Совета по транспорту, Комиссии учетных записей Наций, комитета по транспорту Управления генерального плана и координационного комитета статистических обследований по транспорту.
Был удостоен звание почётного доктора (honoris causa) Женевского университета.
Рене Руа умер 27 января 1977 года в Париже.